# FC Mecklenburg Schwerin
FC Mecklenburg Schwerin is een Duitse voetbalclub uit Schwerin, de hoofdstad van de deelstaat Mecklenburg-Voor-Pommeren.
De club werd in 2009 opgericht, maar niet als officieel team. De beste spelers van Eintracht Schwerin, Schweriner SC en Dynamo Schwerin speelden onder de naam FC Mecklenburg Schwerin. Op 28 mei 2013 fuseerden deze clubs eindelijk tot een nieuwe club. De club startte in de Verbandsliga waar de plaats van Eintracht overgenomen werd. In 2016 promoveerde de club naar de Oberliga. Na twee seizoenen degradeerde de club terug naar de Verbandsliga.